# New International Greek Testament Commentary
Il New International Greek Testament Commentary è una collana di 14 commentarii in lingua inglese relativi ai libri del Nuovo Testamento greco, pubblicati dalla casa editrice accademica statunitense William B. Eerdmans Publishing Company, fra il 1982 e il 2016.

## Contenuto
L'elenco dei singoli volumi è il seguente:
- Nolland, John (2005). The Gospel of Matthew. ISBN 978-0-8028-2389-2, 1.579 pagine;
- France, R. T. (2002). The Gospel of Mark. ISBN 978-0-8028-2446-2,  756 pagine;
- Marshall, I. Howard (1978). The Gospel of Luke. ISBN 978-0-8028-3512-3, 928 pagine;
- Longenecker, Richard N. (2016). The Epistle to the Romans. ISBN 978-0-802-82448-6, 1.140 pagine;
- Thiselton, Anthony C. (2000). The First Epistle to the Corinthians. ISBN 978-0-8028-2449-3, 1.479 pagine;
- Harris, Murray J. (2005). The Second Epistle to the Corinthians. ISBN 978-0-8028-2393-9, 1.072 pagine;
- Bruce, F. F. (1982). The Epistle to the Galatians. ISBN 978-0-8028-2387-8, 325 pagine;
- O'Brien, Peter T. (1991). The Epistle to the Philippians. ISBN 978-0-8028-2392-2, 638 pagine;
- Dunn, James D. G. (1996). The Epistles to the Colossians and to Philemon. ISBN 978-0-8028-2441-7, 405 pagine;
- Wanamaker, Charles A. (1990). The Epistles to the Thessalonians. ISBN 978-0-8028-2394-6, 344 pagine;
- Knight III, George W. (1992). The Pastoral Epistles. ISBN 978-0-8028-2395-3, 548 pagine;
- Ellingworth, Paul (1993). The Epistle to the Hebrews. ISBN 978-0-8028-2389-2, 862 pagine;
- Davids, Peter H. (1982). The Epistle of James. ISBN 978-0-8028-2388-5, 264 pagine;
- Beale, Gregory K. (1998). The Book of Revelation. ISBN 978-0-8028-2174-4, 1.309 pagine.

## Recensioni
Le recensioni positive hanno in particolare riguardato i volumi relativi a 1 e 2 Corinzi e alla Lettera agli Ebrei, mentre una recensione negativa fu riservata al commento al Vangelo secondo Matteo, con le seguenti parole: Ogni volta che ho guardato questo commento, mi è sembrato che avesse speso più tempo a criticare la redazione piuttosto che a spiegarne il testo".